# NGC 7201
NGC 7201 (другие обозначения — PGC 68040, ESO 467-4, MCG -5-52-26, IRAS22036-3130) — спиральная галактика (Sa) в созвездии Южная Рыба.
Этот объект входит в число перечисленных в оригинальной редакции «Нового общего каталога».